# Mathias Sorgho (wielrenner)
Mathias Sorgho (11 september 1987) is een Burkinees wielrenner.

## Carrière
In 2015 werd Sorgho, samen met zijn ploeggenoten, vierde in de ploegentijdrit tijdens de Afrikaanse Spelen. Later dat jaar werd hij derde in het eindklassement van de Ronde van Burkina Faso. In oktober 2016 won hij de eerste etappe in diezelfde wedstrijd. De leiderstrui die hij daaraan overhield raakte hij twee dagen later kwijt aan Zemenfes Solomon.
In juni 2017 werd Sorgho nationaal kampioen op de weg, voor Salif Yerbanga en Benjamin Ouedraogo. In 2018 schreef hij het eindklassement van de Ronde van Burkina Faso op zijn naam, nadat hij met zijn winst in de vierde etappe de leiding pakte in het klassement. Zijn derde etappewinst behaalde hij in 2019, toen hij de tweede etappe op zijn naam schreef.

## Overwinningen
2016
1e etappe Ronde van Burkina Faso
2017
 Burkinees kampioen op de weg, Elite
2018
4e etappe Ronde van Burkina Faso
Eindklassement Ronde van Burkina Faso
2019
2e etappe Ronde van Burkina Faso